# Ottende Xhosa-krig
|  | Sammenskrivningsforslag Artiklen Ottende Xhosa-krig er foreslået føjet ind i Xhosa-krigene. (Siden august 2020) Diskutér forslaget |

Den 8. Xhosa-krig varede fra 1851-1853. Det var en af de mest kostbare af Xhosa-krigene. Xhosa-stammen blev styrket ved deltagelsen af Khoisan-stammemedlemmer, som gjorde oprør fra deres bebyggelse ved Kat-floden. I 1853 var xhosaerne besejret og territoriet nord for Britisk Kaffraria blev annekteret som en del af Kap-kolonien og åbnet for nybyggere.